# Handredskap
Handredskap är ett samlingsnamn för alla redskap som vanligtvis används för hand.
Benämningen användes tidigare ofta som samlingsnamn vid till exempel köp eller försäljning av en bondes alla redskap då man kunde sälja handredskap i en klump samt köksredskap, hästredskap, med mera i andra klumpar. Handredskap var då till exempel högafflar, spadar, sågar, hammare hovtång och yxor.

## Fiske
Begreppet används även för viss typ av fiskeutrustning som är handhållen. Det är lätt fiskeutrustning såsom spö, pilk och liknande och som är utrustat med lina och högst tio krokar. Vid vissa vatten finns andra regler för just handredskapsfiske (se Det fria handredskapsfisket för förhållanden i Sverige) än de som gäller för fiske med nät, trål och annan tyngre utrustning för storskaligt fiske.

### Webbkällor
- (SOU 2001:82 sid.54) Det fria handredskapsfisket